# Adulting
«Adulting» (укр. Дорослішання) — комедійний подкаст Мішель Буто і Джордана Карлоса.

## Тло
Це комедійний подкаст, який ведуть Мішель Буто та Джордан Карлос, а продюсує його WNYC Studios. Шоу досліджує, що означає дорослішати. Перший епізод дебютував 21 травня 2019 року. Епізоди шоу виходять щотижня.
Шоу провело прямий ефір за участю Падми Лакшмі, Ембер Раффін і Дена Ахдута в Нью-Йорку в Белл-Гауз 25 лютого 2019 року. Вони провели захід на 92-й вулиці Нью-Йорка.

## Формат
Шоу включає стендап, поради та інтерв'ю з гостями. Воно завжди відбувається перед живою аудиторією. Кожен епізод триває близько тридцяти-сорока хвилин.

## Сприйняття
Шоу потрапило до списків «Oprah Daily», «Marie Claire», «Vulture» та «Time» як один з найкращих подкастів 2019 року.